# Seznam ameriških bejzbolistov
Seznam ameriških bejzbolistov.

## A
- David Aardsma
- Hank Aaron
- Andy Abad
- Danny Ainge
- Bronson Arroyo

## B
- Clay Bellinger
- Willie Bloomquist

## C
- Warren Cromartie
- Roger Clemens

## F
- Art Fletcher
- Chone Figgins

## H
- Roy Halladay
- Mark Hendrickson
- Aubrey Huff

## I
- Arthur Irwin

## J
- John Jaso
- Alec Jeter
- Derek Jeter
- Josh Johnson
- Randy Johnson

## K
- Bobby Kielty
- Sandy Koufax

## L
- Arlie Latham

## M
- Mickey Hatcher
- Mickey Mantle
- Willie Mays

## R
- Babe Ruth = George Herman "Babe" Ruth (1895–1948)

## S
- Helen Stephens

Predloga:Bejzbolisti